# Kościół św. Anny w Wąsicach
Kościół św. Anny w Wąsicach – rzymskokatolicki kościół filialny położony we wsi Wąsice, należący do parafii NMP Niepokalanie Poczętej w dekanacie Wołczyn, diecezji kaliskiej. 

## Historia parafii
W 1980 roku, dzięki inicjatywie proboszcza parafii NMP Niepokalanie Poczętej w Wołczynie, o.Elizeusza Mortynowa OFM Cap., zostaje powołana w Wąsicach 15 osobowy komitet budowy kościoła. Na zebraniu tym ustalone zostaje również, że przyszły kościół będzie miał charakter franciszkański (wymiary 10 na 20 metrów) i zostanie wykonany według projektu architekta Andrzeja Rożałowskiego z Kluczborka. 16 października 1980 roku rusza budowa świątyni. Po ogłoszeniu stanu wojennego następuje wstrzymanie robót budowlanych i dopiero w maju 1982 roku zostają one ponownie wznowione. Na jesień 1982 roku kościół stanął w stanie surowym. 18 września 1983 roku następuje wmurowanie kamienia węgielnego, który został poświęcony na Górze św. Anny przez Ojca św. Jana Pawła II. W październiku 1983 roku do kościoła została sprowadzona figura św. Anny, patronki świątyni. W czerwcu 1986 ksiądz bp Jan Wieczorek dokonuje konsekracji świątyni oraz poświęcenia zamontowanych wcześniej na wieży dwóch dzwonów, które otrzymują imiona: św. Jan i św. Paweł.